# كمالية (علم نفس)

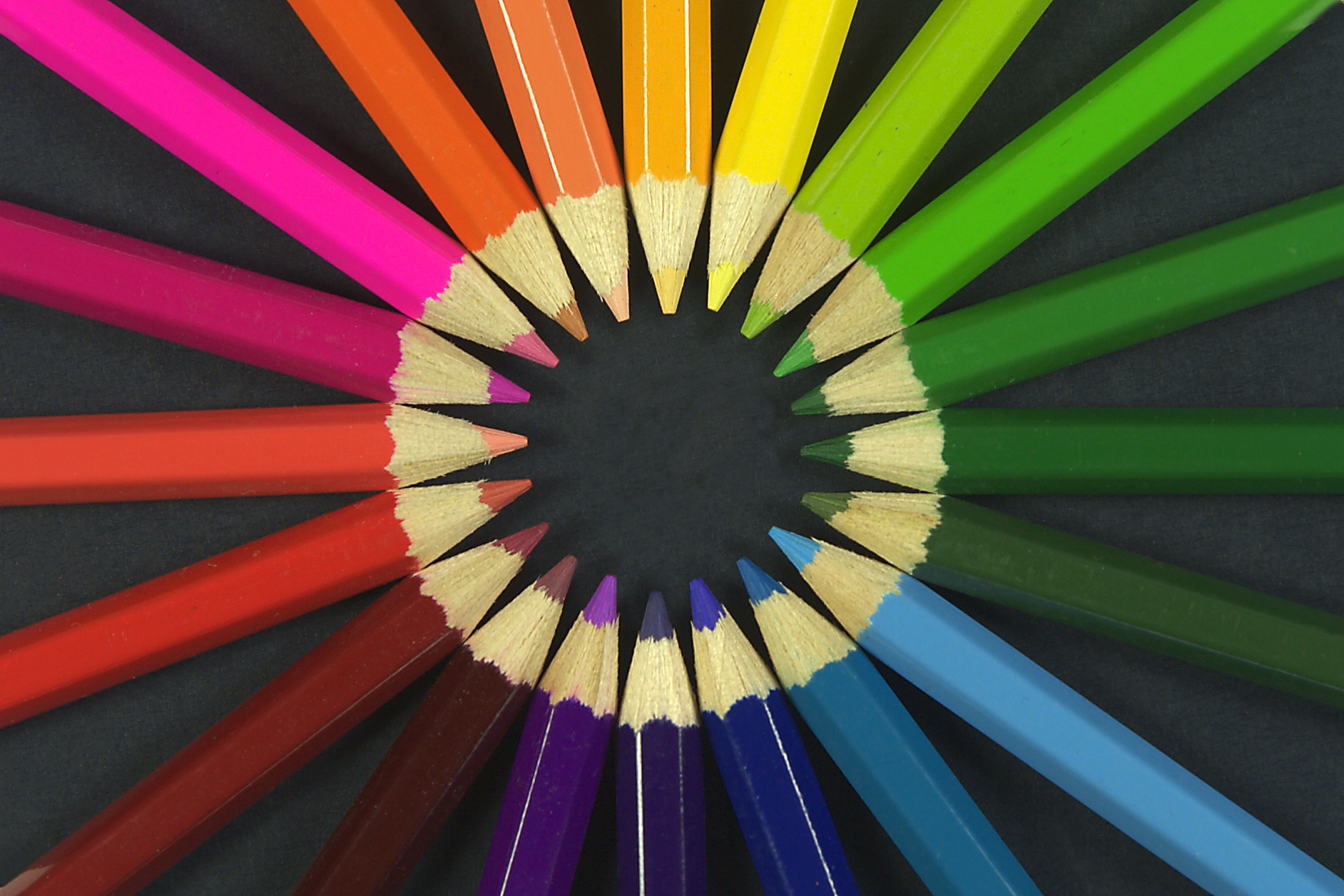

الكمالية في علم النفس هي سمة شخصية تتسم بكفاح الفرد لبلوغ الكمال ووضع معايير عالية جدًا للأداء، يصحبها تقييمات نقدية مبالغة للذات ومخاوف من تقييمات الغير. والأفضل تصويرها على أنها صفة متعددة الأبعاد، حيث اتفق علماء النفس على اشتمالها على العديد من الجوانب الإيجابية والسلبية. وفي صورتها السيئة التكيف، تدفع الكمالية الأفراد لمحاولة تحقيق المثالية التعجيزية، وقد تدفعهم كماليتهم التكيفية في بعض الأحيان إلى الوصول لأهدافهم. وفي النهاية، يستمدون الشعور بالسعادة من فعلهم هذا. وعندما لا يستطيع الكماليون بلوغ أهدافهم، كثيرًا ما تصيبهم الكآبة.

## التعريف
يجتهد الكماليون بشكل يكاد يكون إلزاميًا ومتواصلاً نحو الأهداف البعيدة المنال، ويقدرون قيمة أنفسهم بناءً على إنتاجيتهم وإنجازهم. إن الضغط على النفس لتحقيق أهداف غير واقعية يهيئ الفرد حتمًا للشعور بخيبة الأمل. ويميل الكماليون إلى انتقاد أنفسهم بقسوة عند الفشل في تحقيق المعايير التي وضعوها لأنفسهم.

### منشدو الكمال الطبيعيون في مقابل العصابيين
كان هامشيك من أوائل علماء النفس الذين دللوا على وجود نوعين مختلفين من الكمالية، حيث صنّف الأفراد على أنهم منشدو كمال طبيعيون أو منشدو كمال عصابيون. ويسعى منشدو الكمال الطبيعيون إلى تحقيق الكمال دون تقليل احترامهم لذاتهم، كما يستمدون الشعور بالسعادة من المجهود الذي يبذلونه. ويناضل منشدو الكمال العصابيون لبلوغ أهداف غير واقعية ويشعرون بعدم الرضا باستمرار عندما لا ينجحون في تحقيقها. في الوقت الحاضر، يتفق الباحثون إلى حدٍ كبير على اختلاف هذين النوعين الرئيسيين للكمالية. وقد تم تصنيفهما بشكل مختلف، ويشار إليهما في بعض الأحيان على أنهما الكفاح الإيجابي ومخاوف التقييم السيئ التكيف، والكمالية النشطة والسالبة، والكمالية الإيجابية والسلبية، والكمالية التكيفية والسيئة التكيف. وبالرغم من أن هناك كمالية عامة تؤثر على كافة مناحي الحياة، فإن بعض الباحثين يؤكدون على اختلاف مستويات الكمالية بشكل كبير في المجالات المختلفة (أي العمل والدراسة والرياضة والعلاقات الشخصية والحياة المنزلية).

### الكفاح الكمالي في مقابل المخاوف الكمالية
تشمل الكمالية بُعدين رئيسيين: الكفاح الكمالي والمخاوف الكمالية. يرتبط الكفاح الكمالي بالجوانب الإيجابية من مذهب الكمال؛ بينما ترتبط المخاوف الكمالية بالجوانب السلبية (انظر أدناه). ويحقق منشدو الكمال الصحي نجاحًا كبيرًا في الكفاح الكمالي وقليلاً في المخاوف الكمالية. في حين يحقق منشدو الكمال غير الصحي نجاحًا كبيرًا في كل من الكفاح الكمالي والمخاوف الكمالية. ويظهر على غير الكماليين مستويات منخفضة من الكفاح الكمالي. ونتيجة التحفيز الذي استمده الكماليون من الأبحاث المبكرة التي تقدم دليلاً تجريبيًا على إمكانية الربط بين الكمالية والعوامل الإيجابية (خصوصًا الكفاح الكمالي)، فقد تحدوا الاعتقاد السائد بأن الكمالية ليست سوى أمر مضر. في الحقيقة، لقد أظهر الأشخاص الذين لديهم مستويات عالية من الكفاح الكمالي ومستويات منخفضة من المخاوف الكمالية المزيد من احترام الذات والوفاق والنجاح الأكاديمي والتفاعل الاجتماعي. وقد ظهر على هذا النوع من الكماليين مشكلات نفسية وجسدية أقل من تلك المقترنة عادةً بالكمالية، وهي بالتحديد الكآبة والقلق وأساليب التعايش السيئة التكيف.
يطمح منشدو الكمال في بلوغ الكمال ويخشون النقائص ويشعرون أن الآخرين سيعجبون بهم فقط إذا كانوا مثاليين. وبالتالي، فلا يمكن مطلقًا النظر إلى الكمالية نفسها باعتبارها صحية أو تكيفية. إن الكمالية لا تشبه مطلقًا الكفاح لتحقيق التفوق. ويكمن الاختلاف في المعنى الذي يتم إضفاؤه على الأخطاء. ويمكن لهؤلاء الذين يسعون لتحقيق التميز التعامل مع الأخطاء (النقائص) كمحفزات تشجعهم على بذل المزيد من الجهد في العمل. ويعتبر منشدو الكمال غير الصحي أخطاءهم إشارة على وجود عيوب شخصية. وبالنسبة لهم، فإن القلق بشأن الفشل المحتمل هو السبب في الشعور بالكمالية على أنها حمل ثقيل.

## كتابات أخرى
- Castro، J.R.؛ Rice، K.G. (2003, February 9). "Perfectionism and ethnicity: implications for depressive symptoms and self-reported academic achievement". Cultural Diversity and Ethnic Minority Psychology. ج. 9 ع. 1: 64–78. DOI:10.1037/1099-9809.9.1.64. PMID:12647326. {{استشهاد بدورية محكمة}}: تحقق من التاريخ في: |تاريخ= (مساعدة)
- Jackson، Melissa (2004, June 19). "Why perfect is not always best". BBC News. مؤرشف من الأصل في 2019-11-28. اطلع عليه بتاريخ 14 March 2013. {{استشهاد ويب}}: تحقق من التاريخ في: |تاريخ= (مساعدة)
- Phillipson, PhD، Steven. "The Right Stuff: Obsessive Compulsive Personality Disorder: A Defect of Philosophy, not Anxiety". Center for Cognitive-Behavioral Psychotherapy. مؤرشف من الأصل في 2016-10-26. اطلع عليه بتاريخ 2013-03-14.

## وصلات خارجية
- Power of Shame نسخة محفوظة 12 يوليو 2012 على موقع واي باك مشين. في TED
- Personality Disorders على مشروع الدليل المفتوح
- Seeking Perfection BBC Science and Nature
- The Almost Perfect Scale-Revised Robert B. Slaney & Colleagues